# Oxitetraciclină
Oxitetraciclina este un antibiotic din clasa tetraciclinelor, fiind utilizat în tratamentul unor infecții bacteriene. Compusul este utilizat și în medicina veterinară în tratamentul infecțiilor la cabaline, bovine, ovine, etc. Calea de administrare disponibilă este cea orală.
Molecula a fost patentată în anul 1949 și a devenit disponibilă comercial în anul 1950.